# VIII Cuerpo Aéreo
El VIII Cuerpo Aéreo (VIII. Fliegerkorps) fue una unidad de la Luftwaffe de la Alemania nazi.

## Historia
Fue formado el 19 de julio de 1939 en Oppeln como Comando de Aviación z.b.V., pero fue renombrado VIII Cuerpo Aéreo en octubre de 1939. Conocido como Comando de la Luftwaffe Silesia entre el 25 de enero de 1945 y el 2 de febrero de 1945. El 28 de abril de 1945 unidadas con el VIII Comando Administrativo Aéreo, y fue redesignado al VIII Comando de la Fuerza Aérea.

## Comandantes
- Mariscal de campo Wolfram Freiherr von Richthofen (19 de julio de 1939 - 30 de junio de 1942).
- General Martin Fiebig (1 de julio de 1942 - 21 de mayo de 1942).
- General Hans Seidemann (21 de mayo de 1943 - 28 de abril de 1945) *

1* Conocida como Comando de la Luftwaffe Silesia (25 de enero de 1945 - 2 de febrero de 1945).

### Jefes de Estado Mayor
- Coronel Hans Seidemann (19 de diciembre de 1939 - 5 de agosto de 1940).
- Coronel Rudolf Meister (16 de octubre de 1940 - 14 de marzo de 1942).
- Coronel Klaus Uebe (15 de marzo de 1942 - 24 de octubre de 1942).
- Coronel Lothar von Heinemann (octubre de 1942 - junio de 1943).
- Coronel Thorsten Christ (? - noviembre de 1944).
- Coronel Helmut Sorge (? - abril de 1945).

## Bases
| julio de 1939 - octubre de 1939                  | Oppeln                                                |
| octubre de 1939 - mayo de 1940                   | Schloß Dyck/Grevenbroich (por el 10 de mayo de 1940). |
| julio de 1940 - enero de 1941                    | Deauville                                             |
| enero de 1941 - febrero de 1941                  | Baden, cerca de Viena; después en Rumania             |
| febrero de 1941 - 16 de abril de 1941            | Gorna Dumaja (Bulgaria).                              |
| 16 de abril de 1941 - 23 de abril de 1941        | Bitolj                                                |
| 23 de abril de 1941 - 30 de abril de 1941        | Volos                                                 |
| 30 de abril de 1941 - mayo de 1941               | Neuphaleron (Atenas).                                 |
| mayo de 1941 - 7 de junio de 1941                | Craiova (Rumania).                                    |
| 7 de junio de 1941 - julio de 1941               | Ratzki, cerca de Suwalki                              |
| julio de 1941 - 1 de agosto de 1941              | Tschudovo                                             |
| 1 de agosto de 1941 - 28 de septiembre de 1941   | Nikolskaja                                            |
| 28 de septiembre de 1941 - 15 de octubre de 1941 | Smolensk                                              |
| 15 de octubre de 1941 - noviembre de 1941        | Jemeljanovo                                           |
| noviembre de 1941 - diciembre de 1941            | Aktzanova, cerca de Mozhaisk                          |
| diciembre de 1941 - 10 de abril de 1942          | Smolensk*                                             |
| 10 de abril de 1942 - 1 de mayo de 1942          | Alemania (descanso/reequipamiento).                   |
| 1 de mayo de 1942 - mayo de 1942                 | Kischlav (oeste de Feodosia).                         |
| mayo de 1942 - junio de 1942                     | Chan-Saraj, Bachtschisseraj (4 de junio).             |
| 23 de junio de 1942 - 9 de julio de 1942         | Kursk                                                 |
| 9 de julio de 1942 - julio de 1942               | Nikolskoje                                            |
| julio de 1942                                    | Tazinskaja                                            |
| julio de 1942 - noviembre de 1942                | Oblivskaja                                            |
| noviembre de 1942 - diciembre de 1942            | Tazinskaja                                            |
| diciembre de 1942 - 29 de enero de 1943          | Krimskij am Donez                                     |
| 29 de enero de 1943 - 31 de marzo de 1943        | Itschi-Grammatikovo                                   |
| 31 de marzo de 1943 - septiembre de 1943         | Mikojanovka                                           |
| septiembre de 1943 - enero de 1944               | Belaya Tserkov                                        |
| enero de 1944 - 12 de marzo de 1944              | Vínnitsa                                              |
| 12 de marzo de 1944 - 25 de marzo de 1944        | Kamenetz-Podolsk                                      |
| 25 de marzo de 1944 - 1 de abril de 1944         | Stanislau                                             |
| 1 de abril de 1944 - 13 de mayo de 1944          | Lemberg                                               |
| 13 de mayo de 1944 - 24 de julio de 1944         | Lublin                                                |
| 24 de julio de 1944 - 26 de julio de 1944        | Dubovo                                                |
| 29 de julio de 1944 - agosto de 1944             | Tarnov                                                |
| agosto de 1944 - 5 de septiembre de 1944         | Wittkovice                                            |
| 7 de septiembre de 1944 - enero de 1945          | Krakau                                                |
| enero de 1945 - 13 de febrero de 1945            | Schweidnitz                                           |
| 13 de febrero de 1945 - 17 de febrero de 1945    | Hermannstädtel, cerca de Pardubitz                    |
| 17 de febrero de 1945 - abril de 1945            | Senftenberg                                           |

- El 18 de febrero de 1942 en Pleskau-Süd y toma el control de operaciones de reabastecimiento en Demjansk. Hasta abril de 1942. Partes del Stab probablemente se mantuvieron en Smolensk.

## Orden de Batalla
Fue subordinada por los siguientes altos mandos
| agosto de 1939 - octubre de 1939             | 4.ª Flota Aérea                       |
| octubre de 1939 - 13 de mayo de 1940         | 2.ª Flota Aérea                       |
| 13 de mayo de 1940 - agosto de 1940          | 3° Flota Aérea                        |
| agosto de 1940 - enero de 1941               | 2.ª Flota Aérea                       |
| enero de 1941 - junio de 1941                | 4.ª Flota Aérea                       |
| junio de 1941 - julio de 1941                | 2.ª Flota Aérea                       |
| julio de 1941 - 28 de septiembre de 1941     | 1.ª Flota Aérea                       |
| 28 de septiembre de 1941 - diciembre de 1941 | 2.ª Flota Aérea                       |
| diciembre de 1941 - mayo de 1942             | Comandante en Jefe de la Fuerza Aérea |
| mayo de 1942 - julio de 1944                 | 4° Flota Aérea                        |
| julio de 1944 - abril de 1945                | 6° Flota Aérea                        |

Controlando las siguientes unidades durante la guerra
- 1° Comando de Transporte Aéreo (1942 - 1943).
- 2° Comando de Transporte Aéreo (1942 - 1943).
- II Comando de Apoyo Aéreo Táctico (1 de diciembre de 1941 - abril de 1942).
- 16° Cuartel General del Comando Aéreo z.b.V. (junio de 1941 - noviembre de 1941).
- Escuadrilla de Enlace/VIII Cuerpo Aéreo (W.34), - (1942 - abril de 1945).
- Formación de Aviones/VIII Cuerpo Aéreo (Arado 79, Bf 108, Fi 156, He 111, Ju 52, Kl 35, W.34) (noviembre de 1939 - abril de 1945).
- 38° Regimiento Aéreo de Comunicaciones